# タニー (潜水艦)
タニー (USS Tunny, SS/SSG/APSS/LPSS-282) は、アメリカ海軍の潜水艦。ガトー級潜水艦の一隻。艦名はマグロ属を中心にカツオやスマなどを含むサバ科大型魚に因む。なお、退役から5年後にスタージョン級原子力潜水艦33番艦として2代目「タニー(SSN-682)」が就役している。

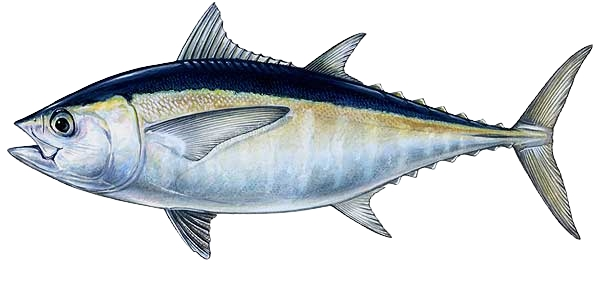
タイセイヨウマグロ（通称Deep-bodied tunny）

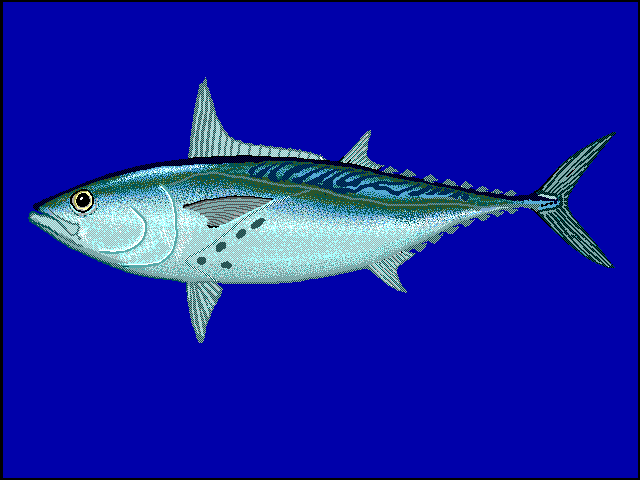
リトルタニー（スマ属　Little tunny）

## 艦歴
「タニー」は1941年11月10日にカリフォルニア州ヴァレーホのメア・アイランド海軍造船所で起工する。1942年6月30日にフレデリック・G・クリスプ夫人によって進水し、艦長エルトン・ワッターズ・グレンフェル少佐（アナポリス1926年組）の指揮下9月1日に就役する。カリフォルニアからの整調訓練後12月12日に真珠湾に到着した。同地でさらなる訓練及び2週間の信頼性試験に従事した。この間に、艦長がジョン・A・スコット少佐（アナポリス1928年組）に代わった。

### 第1の哨戒 1943年1月 - 2月
「タニー」の最初の哨戒は1943年1月12日で、東シナ海に向かった。哨戒海域へ航行中、ほぼ一週間におよぶ荒天で航行は困難を極めた。南西諸島に接近すると、多数の艦影を発見するようになる。1月25日にはサンパンやトロール船を頻繁に発見し、これらからの発見を回避するためしばしば潜航した。1月26日の早暁、400トン級トロール船を改造した特設監視艇を発見。半日も追跡した後、夕刻に浮上し、浮上砲戦でこれを撃沈しようとしたが、間もなく日が暮れて目標を確認することが困難となり、攻撃は32発撃ったところで打ち切られた。3日後、台湾海峡とその周辺に移動する。
1月31日には北緯22度34分 東経120度08分 / 北緯22.567度 東経120.133度の地点で、高雄港に入りつつあった輸送船「西寧丸」（大連汽船、4,913トン）に向けて魚雷を2本を発射したが回避された。その後は香港沖に移動して哨戒を続けた。
2月2日、「タニー」は香港沖でレーダーにより探知したタンカーに対して四度にわたって魚雷を3本ずつ3回と1本の計10本発射したが、すべて命中しなかった。翌2月3日には、これもレーダーで探知した「大きな目標」に対して魚雷を3本発射し、うち2本が命中するのを確認した。2月3日の攻撃では、北緯22度03分 東経114度23分 / 北緯22.050度 東経114.383度の地点で陸軍船第一「新東丸」（澤山汽船、1,927トン）に損傷を与えたとした。
2月4日には汕頭沖に移動し、病院船を発見した。汕頭沖は海底の形状が潜航して行動するには不向きであり、また海上ではジャンクばかりが目に付いた。この日、「タニー」は北緯21度30分 東経113度42分 / 北緯21.500度 東経113.700度の地点で輸送船「辰和丸」（辰馬合資、6,335トン）を撃破した。2月8日20時ごろ、「タニー」は北緯22度30分 東経119度03分 / 北緯22.500度 東経119.050度の地点で輸送船「楠山丸」（山下汽船、5,307トン）を発見し、魚雷を2本ずつ2回と3本の計7本発射して2本を命中させ、「楠山丸」は「損害軽微」と報じられたものの沈没した。
翌2月9日にも北緯22度42分 東経120度06分 / 北緯22.700度 東経120.100度の地点で海軍徴傭船「鎌倉丸」（日本郵船、17,498トン）に対して魚雷を2本発射し爆発を記録したが、実際にはすんでのところで回避されていた。2月11日に哨戒海域を後にした「タニー」は、2月15日に北緯25度00分 東経147度00分 / 北緯25.000度 東経147.000度の地点で100トン級トロール船を発見し、浮上砲戦で撃沈した。2月20日にミッドウェー島に到着。2月24日、43日間の行動を終えて真珠湾に帰投、潜水母艦「スペリー (USS Sperry, AS-12) 」による整備を受けた。

### 第2の哨戒 1943年3月 - 4月
3月18日、「タニー」は2回目の哨戒でカロリン諸島へ向かった。カロリン諸島に向かう途中の3月27日から、ウェーク島に近接。翌28日、北緯19度13分 東経166度34分 / 北緯19.217度 東経166.567度のウェーク島の環礁に通じる水道近海で、入港しつつあった特設運送船「諏訪丸」（日本郵船、10,672トン）を発見し、魚雷を2本発射して諏訪丸に命中させ、諏訪丸は沈没を防ぐためにウェーク島の南海岸に座礁した。
日本側からの反撃もあったが、「タニー」は難なく攻撃から逃れることができた。
その後、トラック諸島沖に到着した「タニー」は、4月2日に北緯07度22分 東経149度18分 / 北緯7.367度 東経149.300度のプンナップ島近海で「桃型駆逐艦」の護衛を受けた輸送船を発見し、魚雷を3本発射。魚雷は特設運送船「第二東洋丸」（澤山汽船、4,162トン）に命中してこれを撃沈した。
4月7日にも、北緯08度45分 東経147度12分 / 北緯8.750度 東経147.200度のトラック西方30海里の地点で探知した「ぶゑのすあいれす丸級貨客船」と「響型駆逐艦」に対して魚雷を2本発射し、駆逐艦「夕霧」の護衛を受けていた特設運送船（給糧）「厚生丸」（日本海洋漁業、8,282トン）に1本を命中させる。「タニー」は激しい雨により2隻の姿を見失った魚雷が命中した「厚生丸」は軽巡洋艦「長良」に曳航されたものの、4月9日に沈没した。。
4月9日、「タニー」は北緯06度07分 東経150度28分 / 北緯6.117度 東経150.467度のウェストハユ島沖で浮上中に空母「大鷹」「冲鷹」、重巡洋艦「鳥海」を中心とする艦隊と遭遇した。太平洋艦隊潜水部隊作戦兼情報参謀リチャード・G・ヴォージ中佐（アナポリス1925年組）からの情報では、空母は「飛鷹型航空母艦2隻」となっていた。「タニー」は艦隊の前方に進出し浮上状態で攻撃を仕掛けようとしたが、駆逐艦が接近してきたので潜航する。「タニー」は2隻の空母の間に位置する形となって、まず艦尾の発射管から「大鷹」に向け800mの至近距離から魚雷を4本発射した。ほどなく爆発音が聞こえたため命中と判断したが、この音は実際は「大鷹」の手前わずか50mで早爆した音だった。「大鷹」は破片でわずかなダメージを負っただけだった。次いで「タニー」は艦首発射管から「冲鷹」に向けて600mの至近距離から魚雷を6本発射した。やがて3つの爆発音が聞こえ、やはり命中と判断されたが、これもまた命中音ではなく早爆した音だった。撃沈こそできなかったが、艦隊の真ん中に割って入って、両方の魚雷発射管で敵艦を攻撃した技術だけは、「プロの能力と軍人らしい攻撃性」の証明として評価された。
4月11日には北緯07度48分 東経151度47分 / 北緯7.800度 東経151.783度の地点で潜水艦「伊16」を発見し、前部発射管に残っていた3本の魚雷で攻撃したが、いずれも命中しなかった。その夜、今度は駆逐艦「清波」から反撃を受け、「タニー」は小破したが行動に支障は出なかった。帰投中にはサイパン海峡を通過して4月17日にサイパン島ガラパン港を偵察し、2隻の輸送船の存在を認めたが暗礁の存在により攻撃できなかった。4月23日、36日間の行動を終えてミッドウェー島に帰投。この哨戒での戦功に対し、殊勲部隊章が授けられた。

### 第3の哨戒 1943年5月 - 7月
5月25日、「タニー」は3回目の哨戒でカロリン諸島およびマリアナ諸島方面へ向かった。5月27日にジョンストン島に寄港し給油した後、マリアナ諸島海域に進出。5月31日、この哨戒で初めてのレーダーによる接触があったが、そのスピードから相手は哨戒機と判断され、潜航して退避した。しばらくすると対潜爆弾が投じられ、魚雷発射管室の近くで爆発し、艦の機器類に様々な損傷を与えたものの、応急修理の上で哨戒を続けた。6月3日と4日の2日間エニウェトク環礁沖で哨戒したあと、トラック諸島方面に移動した。6月7日、北緯06度58分 東経151度42分 / 北緯6.967度 東経151.700度のトラック諸島南方海域で「天霧型駆逐艦」を発見し、魚雷を4本発射するがすべて外れる。逆に、複葉機と駆逐艦によって不意に制圧され、レーダーの調子が5月31日の損傷以来今ひとつであったことを改めて思い知らされた。6月14日にも北緯08度35分 東経152度37分 / 北緯8.583度 東経152.617度の地点で、大型輸送船と2隻の小型輸送船のものと思しき目標を探知し、魚雷を4本発射して3つの爆発を確認するが、護衛艦の巧みな制圧で不本意にも潜航してじっとしている他はなかった。6月21日から22日にかけては、「トートグ (USS Tautog, SS-199) 」が攻撃して撃破したというタンカーの捜索を行ったが、結局見つからなかった。6月24日朝、「タニー」は「珍客」を見る。この日、ソロモン方面の戦闘で大破して日本に曳航される途中の駆逐艦「秋月」がタナパグ湾を出港し、「タニー」は潜望鏡越しにその姿を見たが、上空には掩護の航空機が舞っており、攻撃する隙もうかがえなかった。6月28日、北緯14度10分 東経145度03分 / 北緯14.167度 東経145.050度のロタ島ハルノム岬沖で特設砲艦「昭徳丸」（嶋谷汽船、1,964トン）を発見して魚雷を3本発射し、2本を命中させて撃沈した。撃沈後、武装トロール船の制圧を受け、一度は深深度でじっとしていたが、様子をうかがうために潜望鏡深度に浮上したが、その時点で上空には哨戒機がおり、「タニー」はこのあと4時間もの間浮上できなかった。7月4日までグアム沖で哨戒を行ったあと、帰路7月11日にジョンストン島に立ち寄って給油を行った。7月14日、50日間の行動を終えて真珠湾に帰投した。

### 第4の哨戒 1943年8月 - 9月
8月5日、「タニー」は4回目の哨戒でパラオ方面へ向かった。8月9日にミッドウェー島に寄港し給油の後、哨戒海域に針路を向けた。8月18日にパガン島とアラマガン島を確認。8月22日に担当海域に到着し、哨戒を開始した。8月24日早朝、パラオ西水道を通過する輸送船団を発見。以後、絶好の攻撃態勢になるまで船団を追跡し続け、8月25日未明、潜航して船団に接近、北緯09度33分 東経133度42分 / 北緯9.550度 東経133.700度の地点にいたったところで魚雷を5本発射し、すぐに深深度潜航で退避して爆雷攻撃に備え、やがて魚雷の命中音は聞こえたものの戦果は確認できなかった。夜明けごろに潜望鏡深度に戻り、北緯10度01分 東経133度32分 / 北緯10.017度 東経133.533度の地点での二度目の攻撃で7,500トン級輸送船と船団先頭の輸送船に対して魚雷を3本ずつ計6本発射し、5,000トン級輸送船の撃破を報じる。二度の攻撃で護衛艦側に「タニー」の存在が知れたが、護衛艦は6発の爆雷を投下していくと、そのまま去っていた。「タニー」は浅深度で観測したが船団の姿は見えず、15時間ぶりに浮上して哨戒を続けた。8月26日午前、北緯07度30分 東経134度20分 / 北緯7.500度 東経134.333度の地点で別の輸送船団を発見し、魚雷を計5本発射して9,000トン級輸送船に魚雷を命中させたと判定。しかし、まもなく猛烈な爆雷攻撃に見舞われ、艦内に火災が発生した。火災自体は大したことがなかったが、煙が充満してきて被害調査を困難にした。「タニー」は80m、さらに116mの深度まで逃げ、その間に応急措置班が冷静に行動し修理したため救われることとなった。夜に浮上し、改めて被害状況を調べたところ、艦首部分を初めとして魚雷の気密室などに大ダメージがあり、甲板上には爆雷の破片が散らばっていた。以後2日間にわたって修理に全力を傾けたが、どうしても現場での修理では手に負えないダメージがあり、任務を打ち切って8月29日に海域を去った。9月8日、34日間の行動を終えて真珠湾に帰投。真珠湾での調査後に西海岸のハンターズ・ポイント海軍造船所に回航され、1944年2月2日までオーバーホールに入った。オーバーホールを終えた「タニー」は、1944年2月9日に真珠湾に到着した。

### 第5の哨戒 1944年2月 - 4月
2月27日、「タニー」は5回目の哨戒でパラオ諸島に向かった。3月2日にミッドウェー島に寄港して給油し、哨戒海域に針路を向けた。3月15日ごろに到着し哨戒を開始。3月20日、パラオ西水道付近を哨戒中に水上偵察機に発見され、対潜爆弾を投下され、やむを得ず哨区を北へ移動した。3月22日、北緯07度11分 東経131度59分 / 北緯7.183度 東経131.983度の地点でレーダーにより大輸送船団を探知。攻撃位置に移動している最中に護衛艦が発見し向かってきたが、「タニー」はスコールの中に逃げ込みつつ船団との接触を続け、その間に2隻の大型輸送船を攻撃目標を選んで魚雷を3本ずつ計6本発射。命中音は聞こえたが、その時小型タンカーが潜望鏡の視界いっぱいに接近しており、事故の回避に手一杯となった。やがて、特設駆潜艇が爆雷攻撃を開始し、また艦尾方向に駆逐艦と思われる高速艦艇がいたので、Mk18型電池魚雷を4本発射した後、海底に潜むことにした。以後4時間もの間、87発の爆雷を投じられたが、被害は受けなかった。丸一日たってから浮上し周辺を捜索したが、残骸と油膜らしきものしか見当たらなかった。この攻撃による戦果は「9,000トン級輸送船2隻と峯風型駆逐艦1隻に魚雷を命中させた」と判定された。
翌23日、「タニー」はアンガウル島周辺に移動し、21時19分に、北緯07度05分 東経134度05分 / 北緯7.083度 東経134.083度の地点で浮上中の潜水艦「伊42」をレーダーで探知。「タニー」は1時間かけて「伊42」を追跡しながら徐々に自艦に有利な体勢に持ち込み、23時24分に1,700mの距離から魚雷を4本発射した。ほどなく、うち2本が命中し猛烈な閃光が確認され、閃光は司令塔の中にまで差し込み、乗員の中には「反撃を食らった」と錯覚した者もいた。46mの深度に潜航して様子をうかがうと、「伊42」が圧壊する音が聴取された。タニーは再びパラオ西水道に戻って哨戒を続けた。
3月29日、「タニー」は北緯07度30分 東経134度30分 / 北緯7.500度 東経134.500度の地点で巨大な目標を含む艦隊と遭遇した。この巨大な目標は予期される第58任務部隊（マーク・ミッチャー中将）のパラオ空襲から逃れようとパラオから出港してきた戦艦「武蔵」であり、軽巡洋艦「大淀」や駆逐艦を従え、21ノットの速力で北に向かっていた。「タニー」は最初武蔵を「浮きドック」と判断し、次に「金剛型戦艦」と判断していた。「タニー」は武蔵の後方に接近し、艦首発射管から魚雷を6本発射した。6本のうち3本が「武蔵」に向かい、「武蔵」は2本を回避したが残り1本が艦首部に命中。「武蔵」は左右12m、上下は喫水線から艦底に至る10mの破口を生じ、多量の浸水を生じた。「タニー」は護衛の駆逐艦「浦風」と「磯風」から反撃され、爆雷38発を投下されたがかわした。3月30日未明、「タニー」はパイロット救助のための所定位置に到着し、第58任務部隊の空襲を待った。7時過ぎに空襲が開始され、港が煙に包まれているのが確認できた。正午過ぎに移動しかけたその時、空母「ヨークタウン (USS Yorktown, CV-10) 」の搭載機2機が向かってきた。先方は「タニー」を日本潜水艦と誤認していたのか、1機は機銃掃射を行い、もう1機が爆弾を投じて至近弾となり、「タニー」の艦体は衝撃で飛び上がった。遅れて爆発が起こり、まだ使っていない魚雷が故障した。損傷を受けた「タニー」は、夜には修理を終わり、翌3月31日にも救助任務に従事した。4月2日に哨区を後にしてミルン湾に向かい、4月7日に到着して応急修理の後出港。4月11日、44日間の行動を終えてブリスベンに帰投。この哨戒での戦功に対し、2度目の殊勲部隊章が授けられた。

### 第6の哨戒 1944年4月 - 6月
再装備の後に、4月29日、「タニー」は6回目の哨戒でフィリピン海に向かった。途中ミルン湾で補給し、ランゲマク湾を経てサイパン島とグアムの中間海域に到着。しばらくの間は多くの敵機を目撃した。5月17日、「サンドランス (USS Sand Lance, SS-381) 」からの情報に基づいて、第3503船団から分離したパラオへ向かう輸送船団を待ち伏せし、日没後に発見する。北緯14度45分 東経142度40分 / 北緯14.750度 東経142.667度の2隻の別々の目標に対して魚雷を3本ずつ発射し、陸軍輸送船「日和丸」（日産汽船、4,955トン）の船尾に魚雷が命中するのを確認してから深深度に潜航していった。しばらくすると爆雷攻撃が始まり、81発の爆雷を投下されたが損傷はなく、東南の方向に進んだ「タニー」は5月18日0時過ぎに浮上して「日和丸」が炎上しながら沈没するのを目撃した。「タニー」は同海域で哨戒を続け、5月29日には「シルバーサイズ (USS Silversides, SS-236) 」がいるあたりで輸送船団が攻撃される様子を目撃し、5月30日に「シルバーサイズ」から攻撃報告を受けた。
6月8日、「タニー」は「ピンタド (USS Pintado, SS-387) 」および「パイロットフィッシュ (USS Pilotfish, SS-386) 」とウルフパック Blair Blasters （ブレアの発破者たち）を構成しルソン海峡方面に移動した。6月14日にバリンタン海峡を通過し、翌15日にはルソン島に接近して以後しばらくはバリンタン海峡周辺で敵を探した。6月16日、「タニー」は北緯20度10分 東経121度18分 / 北緯20.167度 東経121.300度の地点で100トン級サンパンを発見して浮上砲戦で撃沈した。その後はフィリピン海で6月22日まで哨戒を行い、6月29日にミッドウェー島に到着。7月2日、66日間の行動を終えて真珠湾に帰投。艦長がジョージ・E・ピアース少佐（アナポリス1932年組）に代わった。

### 第7の哨戒 1944年8月 - 9月
8月4日、「タニー」は7回目の哨戒で「クイーンフィッシュ (USS Queenfish, SS-393) 」および「バーブ (USS Barb, SS-220) 」とウルフパック Ed's Eradicators （エドのインク消し） を構成し南シナ海に向かった。ミッドウェー島で補給した後、8月25日に哨戒海域に到着。8月31日未明、「タニー」は北緯21度06分 東経121度30分 / 北緯21.100度 東経121.500度の地点でミ15船団を発見し、僚艦「クイーンフィッシュ」がタンカーを「美しく」攻撃する様子を見る。「クイーンフィッシュ」「バーブ」の攻撃が終わって「タニー」も攻撃準備に入ったが、護衛艦と上空の哨戒機の制圧を受けて魚雷を発射する機会を逸した。翌9月1日、ルソン海峡を西に向かって航行していたが、午前中から航空機を発見したため潜航を繰り返す。昼過ぎに浮上すると、「バーブ」と思われる潜水艦を遠方に発見し、交信を試みたが何ら音沙汰はなかった。夕刻、北緯21度50分 東経119度18分 / 北緯21.833度 東経119.300度の地点でレーダーが航空機の接近を探知したため潜航を開始したが、間もなく2発の爆弾が船体後方でさく裂し、特に2発目の爆弾によって艦首は上方に8度突き出す形となった。続いて投下されたもう2発の爆弾は回避したが、船体は約38m、約91mと沈下していった。爆撃を受けたから3時間後にレーダー深度まで戻り、20分後に浮上して「バーブ」を呼び出した。「タニー」は後部を中心に軽視できない損傷をこうむっていたことが判明し、「エドのインク消し」から除外されることとなった。9月17日、44日間の行動を終えて真珠湾に帰投。ハンターズ・ポイント海軍造船所に回航されて修理とオーバーホールに入った。1945年1月に真珠湾に戻った。
なお、「タニー」を攻撃した航空機については、艦船研究家の木俣滋郎はヒ73船団に加わっていた空母「雲鷹」の搭載機であるとし、「タニーは爆撃で浮力の釣り合いがおかしくなって特設運送艦『讃岐丸』（日本郵船、7,158トン）の5m以内に、艦体の前部3分の1ほどを30度の角度をつけて浮上してしまったが、『讃岐丸』乗員が一瞬「降伏か」と思う間もなく再び水没した」としている。しかし、この記述は以下のことから正しくない。ヒ73船団が潜水艦に遭遇して対潜戦闘を行ったのは事実であり、「タニー」が被害を受けた9月1日にも午後に戦闘はあったが、その地点は北緯14度18分 東経114度39分 / 北緯14.300度 東経114.650度であり、爆撃ではない。また、その前後にあたる8月31日午後に北緯17度56分 東経115度21分 / 北緯17.933度 東経115.350度の地点で、また9月2日に北緯14度06分 東経113度08分 / 北緯14.100度 東経113.133度の地点でそれぞれ対潜戦闘が行われている。ただし、この3つの戦闘は「タニー」が攻撃受けた地点とは大きく異なる地点で行われたものであり、「タニー」は「雲鷹」の搭載機ではない航空機によって損傷を受けた。「至近にタニーが一瞬浮上した」とされた「讃岐丸」の9月1日の記録にも、該当するものはない。

### 第8の哨戒 1945年2月 - 4月
2月3日、「タニー」は8回目の哨戒で日本近海に向かった。途中、サイパン島で潜水母艦「フルトン (USS Fulton, AS-11) 」によるエンジンの修理を受け、また新型ソナーのテストにも太平洋艦隊潜水部隊司令官チャールズ・A・ロックウッド中将（アナポリス1912年組）立会いの下で参加した。3月5日に出撃し、九州南方の哨区に針路を向けた。3月13日と3月14日の両日、南西諸島海域でソナーを使った特殊偵察のため水深46mの水中を航行中、230以上もの機雷が敷設されていることを探知した。3月18日には北緯28度10分 東経127度26分 / 北緯28.167度 東経127.433度の奄美大島近海で輸送船団を発見するも、哨戒機の制圧で攻撃できなかった。また3月27日と28日には、沖縄戦の準備のために西日本各地を空襲した第58任務部隊の空母「ベニントン (USS Bennington, CV-20) 」と「イントレピッド (USS Intrepid, CV-11) 」両艦搭載機の乗員を救出することに成功した。4月1日に哨区を離れた「タニー」は、4月4日に北緯29度27分 東経146度42分 / 北緯29.450度 東経146.700度の地点で200トンの帆船を撃沈した。4月14日、52日間の行動を終えて真珠湾に帰投。整備の後、グアムに向かった。

### 第9の哨戒 1945年5月 - 7月・バーニー作戦
5月28日、「タニー」は9回目の哨戒でバーニー作戦に参加して日本海に向かった。この作戦は、この時点の日本に残されたほぼ唯一の重要航路に打撃を与えるものであり、対馬海峡の機雷原突破と日本海を悠然と航行する日本船は、目標の減少に嘆いていた潜水艦部隊にとっては絶好のスリルであり獲物であった。この作戦には9隻の潜水艦が投入され "Hellcats" （ヘルキャッツ） と命名された。各潜水艦は三群に分けられ、「シードッグ (USS Sea Dog, SS-401) 」のアール・T・ハイデマン少佐（アナポリス1932年組）が総司令となった。「タニー」は「ボーンフィッシュ (USS Bonefish, SS-223) 」および「スケート (USS Skate, SS-305) 」と共にウルフパック Pierce's Polecats （ピアースズ・ポールキャッツ） を組み、第一陣 Hydeman's Hep Cats （ハイデマンズ・ヘップキャッツ）が5月27日に出撃してから24時間後に出航し、対馬海峡に進出した。6月2日に南西諸島を通過し、6月5日に対馬西水道の機雷原をも易々と乗り越えた。
リレー式に対馬海峡を突破した「シードッグ」以下の潜水艦は三群それぞれの担当海域に向かい、6月9日日の出時の攻撃開始を待った。「ピアースズ・ポールキャッツ」は能登半島以西の沿岸部に進出した。作戦初日の9日夜、「タニー」は北緯36度22分 東経134度19分 / 北緯36.367度 東経134.317度の若狭湾近海で2,000トン級輸送船に向けて魚雷を3本発射したが、1本が命中したものの不発に終わった。沿岸部の港をしらみつぶしに偵察し、6月12日の真夜中には恵曇港まで7.3kmの地点に接近して魚雷を発射しようとしたが、発射しても防波堤に命中するだけだと判断され偵察のみにとどめた。また、十六島湾湾口から5kmの地点に接近したが、日本側のサーチライトが「タニー」のいるあたりを照らしたため、その場を離脱した。6月16日、北緯38度40分 東経135度24分 / 北緯38.667度 東経135.400度の丹後半島沖合いで「ボーンフィッシュ」と会合。戦果報告を受けた。また、日本人の生存者が乗っている多数のいかだを発見した。2日後に北緯38度15分 東経136度24分 / 北緯38.250度 東経136.400度の地点で再び「ボーンフィッシュ」と会合し、富山湾潜入の許可を与えて別れた。これが、アメリカ側が「ボーンフィッシュ」を見た最後であった。この前後に対潜攻撃を受けたがうまく避けた。6月19日には北緯36度15分 東経136度03分 / 北緯36.250度 東経136.050度の地点で4,000トン級輸送船を発見して魚雷を4本発射したが、浅瀬でうまく攻撃できず結局取り逃がした。結局、バーニー作戦参加潜水艦中、雑魚すら得られなかったのは「タニー」だけであった。6月23日、利尻島沖で集結した潜水艦の中に「ボーンフィッシュ」がいないことに気づき、「タニー」は先任艦の務めとして幾度と無く「ボーンフィッシュ」との交信を試みたが徒労に終わった。7月6日、49日間の行動を終えて真珠湾に帰投した。
終戦を真珠湾で迎えた「タニー」は西海岸へ向かい、1945年12月13日に退役し、第19艦隊メア・アイランド・グループで保管された。

### 戦後

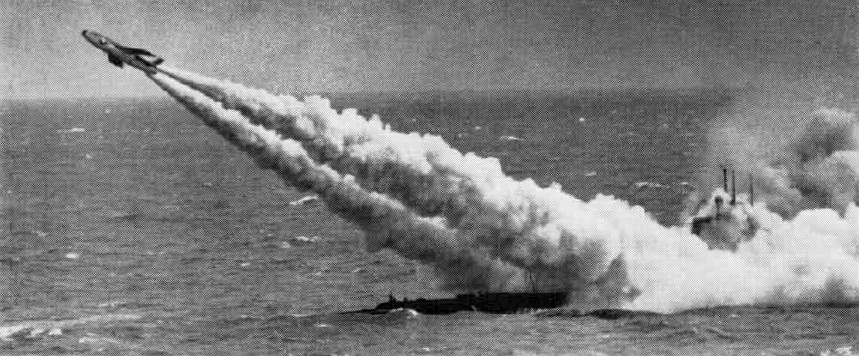
レギュラス・ミサイルを発射する「タニー」

朝鮮戦争が勃発すると、海軍はその戦力を増強する必要が生じ、予備役にあった「タニー」は1952年2月28日に再就役する。しかしながら実戦に参加することなく1952年4月に再び退役する。1953年3月6日に三度就役し、巡航ミサイル運用のための改修が行われる。「タニー」は SSG-282 （巡航ミサイル潜水艦）に艦種変更され、12年間にわたってレギュラス・ミサイルを運用した。最初の4年間、レギュラス・ミサイル開発のためポイント・ムグーを拠点として活動した。定期の訓練による短期間を除いて、ミサイル発射システムの開発と評価期間の大半に参加した。1957年にはその拠点をハワイに移し、抑止哨戒およびミサイル発射実験を行った。

### ベトナム戦争
1965年5月にレギュラス・ミサイルシステムは段階的に撤去され、「タニー」は SS-282 に再び艦種変更される。その後も年末までハワイ水域に留まり、訓練及びその他の様々な任務に従事した。1966年には APSS-282 （輸送潜水艦）に艦種変更され、1967年2月にベトナムの沖合で不正規戦任務に従事する。タニーは上陸攻撃作戦に備えた偵察を行い、航行・海洋情報を収集した。情報収集のための特殊任務に当たる小チームを運搬するのに適した構造であった「タニー」は、オペレーション・デッキハウス VI に参加した。任務終了後の1968年1月1日にLPSS-282 （揚陸輸送潜水艦）に艦種変更される。1969年6月28日に退役し、1969年6月30日に除籍された。1970年6月19日に標的艦として「ヴォラドール (USS Volador, SS-490) 」の雷撃によって沈められた。
「タニー」は第二次世界大戦の戦功で9個の従軍星章と2個の殊勲部隊章を受章し、ベトナム戦争の戦功で5個の従軍星章を受章した。